# Lisa Leslieová
Lisa Deshaun Leslieová (* 7. července 1972 Gardena, Kalifornie) je bývalá americká basketbalistka, čtyřnásobná olympijská vítězka.
Upozornila na sebe již na střední škole, když v jednom zápase zaznamenala rekordních 101 bodů za 16 minut hry. Studovala na Univerzitě Jižní Kalifornie, s univerzitním týmem vyhrála šampionát Pac-10 a byla ve výběru USA, který získal zlato na Univerziádě v roce 1991. V roce 1997 se stala členkou klubu Los Angeles Sparks, hrajícího Women's National Basketball Association, získala s ním mistrovský titul v letech 2001 a 2002 a třikrát byla vyhlášena nejužitečnější hráčkou ligy (2001, 2004 a 2006). S americkou reprezentací získala titul mistryně světa v letech 1998 a 2002 a v roce 1994 byla třetí. Vyhrála čtyři olympijské turnaje v řadě v letech 1996 až 2008, což kromě ní dokázala jen Teresa Edwardsová. Zlatou medaili má také z Her dobré vůle 1994 a z turnaje William Jones Cup 1992.
V letech 1993, 1998 a 2002 byla vyhlášena nejlepší basketbalistkou USA, v roce 2015 byla zařazena do Basketball Hall of Fame. Získala cenu Flo Hyman Award udělovanou významným osobnostem ženského sportu. Sportovní kariéru ukončila roku 2009, získala titul Master of Business Administration a stala se spolumajitelkou klubu Los Angeles Sparks. Také působila jako modelka pro agenturu Wilhelmina Models a věnovala se různým dobročinným aktivitám, v médiích se opakovaně prezentovala jako silně věřící křesťanka. Účinkovala v seriálu Simpsonovi v epizodě Chrám páně Simpsonův a ve filmu Mysli jako on. Roku 2006 se provdala za pilota UPS Airlines a bývalého amatérského basketbalistu Michaela Lockwooda, s nímž má dvě děti.